# WTA German Open 1974
Il WTA German Open 1974 è stato un torneo di tennis giocato sulla terra rossa. È stata la 63ª edizione del German Open, che fa del Women's International Grand Prix 1974. Si è giocato ad Amburgo in Germania dal 20 al 26 maggio 1974.

## Campionesse

### Singolare
Helga Masthoff ha battuto in finale  Martina Navrátilová con il punteggio di 6–4, 5–7, 6–3.

### Doppio
Raquel Giscafré /  Helga Schultze hanno battuto in finale  Martina Navrátilová /  Renáta Tomanová con il punteggio di 6–3, 6–2.